# Fiona Brown
Fiona Brown (Stirling, 1995. március 31. –) skót női válogatott labdarúgó. A svéd FC Rosengård támadója.

## Sikerei

### Klubcsapatokban
Svéd bajnok (2):
- FC Rosengård (2): 2019, 2021

 Svéd kupagyőztes (2):
- FC Rosengård (2): 2018, 2022

 Skót bajnok (2):
- Glasgow City (2): 2014, 2016

 Skót kupagyőztes (1):
- Glasgow City (1): 2014

 Skót ligakupa győztes (2):
- Glasgow City (2): 2014, 2016